# Дрона
Дро́на (санскр. द्रोण, IAST: droṇa — «рождённый в сосуде») или Дронача́рья (санскр. द्रोणाचार्य, IAST: droṇācārya) — герой древнеиндийского эпоса «Махабхарата», один из важнейших персонажей старшего поколения, обучивший боевым искусствам Пандавов и Кауравов. На знамени Дроны львиный хвост. Дрона обладал знаниями и мастерством в различных видах военного искусства, в том числе и в искусстве владения божественным оружием. Его любимым учеником был Арджуна, а его сыном — Ашваттхама. Дрона считается частичным воплощением обожествлённого древнего жреца и составителя ведийских гимнов Брихаспати.

## Рождение и ранние годы
Дроначарья был сыном мудреца Бхарадваджи, и по преданию родился в месте, на котором в настоящее время расположен город Дехрадун. Его имя переводится как «сосуд» или «рождённый в сосуде», так как, согласно легенде, он родился не из женского чрева, а из сосуда. Однажды Бхарадхваджа отправился совершить омовение в Ганге, где встретил прекрасную апсару по имени Гхритачи, купавшуюся в водах священной реки. При виде апсары Бхарадхваджа эякулировал, собрав семенную жидкость в сосуде. Из этого семени и родился Дрона.
Дрона провёл свою юность в бедности, занимаясь изучением ведийского знания и боевых искусств, в особенности стрельбе из лука, которую он практиковал вместе с царевичем Панчалы Друпадой. Друпада и Дрона стали близкими друзьями. Однажды, во время детской игры, Друпада пообещал после восшествия на престол отдать Дроне половину своего царства.
Дроначарья женился на Крипи, сестре Крипы — учителя царевны Хастинапуры. От этого брака родился Ашваттхама. Дрона был бедным брахманом и, желая как-то улучшить положение своей семьи, решил отправиться ко двору Друпады, который к тому времени стал правителем царства Панчалы. Однако, когда Дрона приблизился к Друпаде с просьбой о помощи, напомнив ему о данном ранее обещании, опьянённый славой Друпада отверг и оскорбил Дрону. Друпада привёл длинное обоснование своих действий, заявив, что дружба возможна только между равными по положению в обществе людьми. Друпада объявил, что в детстве дружба была возможной между ними, так как они находились в равном положении. Сейчас же Друпада является могущественным царём, тогда как Дрона — не более чем бесславный неудачник, ничего не достигший в жизни. Друпада, однако, заявил, что поможет Дроне, если тот не станет просить его как друга, а попросит у него милостыню, как это положено брахманам. Дрона ничего не ответил и молча покинул покои дворца, поклявшись в своём сердце в будущем отомстить Друпаде.

## Дрона становится военным наставником Пандавов и Кауравов
Узнав о том, что Парашурама раздавал плоды своих аскез брахманам, Дрона пошёл на встречу с ним. Однако к моменту прибытия Дроны Парашурама уже закончил раздачу, но, сжалившись над Дроной, передал ему свои знания боевых искусств. Затем Дрона отправился в Хастинапур, надеясь при содействии царя Дхритараштры открыть там военную школу для молодых царевичей. По прибытии он увидел царевичей Кауравов и Пандавов, собравшихся вокруг колодца. Самый старший из них, Юдхиштхира, объяснил Дроне, что в колодец упал их мяч, и они никак не могут достать его. Рассмеявшись, Дрона стал корить царевичей за неспособность справиться с такой элементарной проблемой. В ответ Юдхиштхира заявил, что, если брахман Дрона сможет достать их мяч из колодца, то правитель Хастинапура до конца жизни будет обеспечивать его всем необходимым. Взявшись за дело, Дрона бросил в колодец свой перстень, собрал в пучок несколько травинок и произнёс ведийские мантры. Затем он бросил в колодец одну за другой все травинки, подобно копьям. Первая из травинок пристала к мячу, а следующие прилипли друг к другу, превратившись таким образом в некое подобие травяной верёвки, с помощью которой Дроне и удалось вытащить мяч из колодца. Затем, подобным же образом, Дрона достал из колодца свой перстень. Удивлённые царевичи отвели Дрону в город и представили его своему деду Бхишме, который немедленно предложил Дроне стать военным гуру царевичей и обучать их секретам боевых искусств. После этого Дрона основал около Хастинапура военную гурукулу, в которую приходили обучаться принцы-кшатрии из многих царств. Эта гурукула, располагавшаяся на месте современного города Гургаон, получила название Гуруграм («деревня гуру»).

## Дрона и Арджуна
Из всех Пандавов и Кауравов, обучавшихся под руководством Дроны, самым талантливым и умелым был Арджуна. Когда Дрона спросил принцев, согласны ли они сделать всё, что бы он ни попросил, все ученики замялись и потупились, и только Арджуна в восторге пообещал выполнить любое желание наставника. Так Арджуна стал любимейшим учеником Дроны. Однажды, когда Дрона купался вместе со своими учениками в Ганге, обитавший там могучий крокодил схватил его за голень. Хотя Дрона мог высвободиться самостоятельно, он позвал на помощь своих учеников. В то же самое мгновение Арджуна пронзил тело полупогруженного в воду крокодила пятью стрелами, в то время как остальные царевичи в полном смятении бегали по берегу. Рассечённый на мелкие куски стрелами Арджуны, крокодил выпустил голень Дроны и тут же сдох. Дрона, восхищённый действиями Арджуны в решительный миг, пришёл к убеждению, что сын Панду был лучшим из всех его учеников и передал ему своё лучшее оружие, непобедимую брахмастру (оружие Брахмы), вместе с приспособлениями для его запуска и возвращения. Дрона предупредил Арджуну, что ни при каких условиях брахмастру нельзя было использовать против людей, так как избыток огня, извергаемого этим оружием, может спалить весь космос. Дрона объявил, что во всех трёх мирах нет оружия равного этому и призвал Арджуну беречь его и использовать только в поединке с героями-нечеловеками. Дрона также объявил, что никто не сможет превзойти Арджуну в мастерстве стрельбы из лука.

## Дрона и Экалавья
Экалавья был молодым принцем племени нишадха, который хотел стать учеником Дроны. Так как это было неарийское, варварское племя, Дрона не принял его к себе в ученики. Затем, без ведома или согласия Дроны, Экалавья отправился в лес, вылепил из глины мурти своего учителя и обращаясь к нему за советами, стал тренироваться в стрельбе из лука, соблюдая при этом строгую дисциплину. Вскоре целеустремлённый Экалавья приобрёл невероятную быстроту в обращении с луком и стрелами и превратился в искусного воина, равного Арджуне по мастерству и доблести.
Однажды царевичи Кауравы и Пандавы отправились в своих колесницах на охоту. В лесу один из охотничьих псов заблудился и увязался за Экалавьей, заливаясь лаем. Тогда Экалавья, желая унять пса, не глядя, на звук, пустил в него семь стрел, которые влетели ему в пасть, прежде чем он успел закрыть её. С пастью, полной стрел, пёс вернулся к Пандавам. При виде его царевичи были крайне изумлены. Поняв, что для этих выстрелов требовалась необыкновенная быстрота, царевичи начали хвалить мастерство неизвестного лучника. Вскоре они нашли Экалавью, непрестанно стрелявшего из своего лука. Экалавья заявил, что он был учеником Дроны, старательно изучавшим «Дханур-веду». После возвращения домой Пандавы рассказали Дроне об этой истории. Особую зависть необыкновенные способности Экалавьи вызвали у Арджуны, которому Дрона ранее пообещал, что он будет самым искусным стрелком из лука среди всех его учеников. После того, как Арджуна высказал свою досаду Дроне, они вместе отправились повидать нишадского царевича. Экалавью они нашли непрестанно стреляющим из лука, измазанным в грязи, одетым в обтрёпанные одежды и с грязными волосами, торчащими космами. Экалавья приветствовал приближавшегося Дрону с подобающим почтением и назвал его своим учителем. На это Дрона ответил, что если Экалавья в самом деле был его учеником, тогда ему немедленно полагалось дать своему гуру дакшину. Когда Экалавья пообещал отдать Дроне всего, чего тот попросит, Дрона потребовал от Экалавьи его правый большой палец. Не желая нарушить своё слово, Экалавья выполнил приказание Дроны. С радостным лицом, без всякого колебания, он отсёк правый большой палец, протянул его Дроне и снова продолжил стрелять из лука, хотя и не с прежней быстротой. Арджуна был удовлетворён таким поворотом событий и перестал беспокоиться, а Дрона вновь стал верен своему слову.
Дрона был вынужден, скрепя сердце, принять в обучение Карну, принадлежащего по усыновлению к сословию сутов, так как приёмный отец Карны был личным другом царя Дхритараштры. Дрона сразу невзлюбил Карну, ставшего главным соперником его любимца Арджуны. В школе Дроны Карна стал непревзойдённым стрелком из лука, что доказал на выпускном состязании, вызвав ненависть Арджуны. На просьбу Карны обучить его мантрам для овладения оружием Брахмы наставник ответил отказом, зная, что Карна мечтает сразиться с Арджуной. Секрет этого оружия Карна получил от Парашурамы, выдав себя за брахмана. Вражда и соперничество Дроны с Карной продолжались в течение всей их жизни, даже когда оба сражались на стороне Кауравов в набеге на царство Вираты и в битве на Курукшетре.

## Дрона мстит Друпаде
После того, как царевичи завершили обучение, Дрона приказал Кауравам пленить Друпаду и привезти его в Хастинапур. Дурьодхана назначил командиром армии лучшего воина среди Кауравов, Викарну, который вместе с Духшасаной, Сударшаной и другими Кауравами атаковал царство Панчала. После того, как попытки Кауравов нанести поражение армии противника потерпели неудачу, Дрона послал с той же миссией Арджуну и других Пандавов. Пандавы успешно атаковали царство Панчала без помощи армии, и Арджуна захватил в плен Друпаду. Дрона взял себе половину царства Друпады и простил своему другу детства его оскорбления. Друпада, однако, возжелал в своём сердце мести и совершил яджну, желая родить сына, способного убить Дрону, и дочь, которая бы вышла замуж за Арджуну. В результате у Друпады из священного жертвенного огня родился сын Дхриштадьюмна, впоследствии убивший Дрону, и дочь Драупади, ставшая женой Пандавов. Дхриштадьюмна тоже проходил обучение у Дроны, хотя наставник и знал, что обучает своего будущего убийцу.

## Дрона в битве на Курукшетре
Дрона осудил царевича Дурьодхану и его братьев за узурпирование власти в царстве и за изгнание Пандавов. Но так как Дрона находился на службе в Хастинапуре, долг обязывал его сражаться на стороне Кауравов против дорогих его сердцу Пандавов. Дрона был одним из самых могучих воинов на Курукшетре, нанёсшим наибольший ущерб армии противника. С помощью своего непревзойдённого мастерства и различных видов оружия, непобедимый Дрона собственноручно убил несколько сот тысяч воинов из армии Пандавов. После гибели Бхишмы Дрона занял пост главнокомандующего и возглавлял армию Кауравов с 11-го по 15-й день битвы, вызывая зависть и досаду Карны, также претендовавшего на этот пост.
В ходе битвы Дрона запланировал взять Юдхиштхиру в плен. Для претворения этого плана в жизнь Дурьодхана призвал на помощь царя Бхагадатту, сына великого демона Наракасуры. Бхагадатта был правителем царства Прагджьотиша, находившегося на территории современной Бирмы. Желая отомстить за своего отца Наракасуру, ранее убитого Кришной, Бхагадатта согласился сражаться против Пандавов. Но, несмотря на помощь Бхагадатты, Дрона не смог пленить Юдхиштхиру.
На 15-й день битвы, побуждаемый Дхритараштрой, Дрона решил использовать мощное оружие брахмаданду, обладавшее могуществом семи великих мудрецов. Так как никто кроме Дроны не умел владеть этим оружием или противостоять ему, Дрона в течение всего пятнадцатого дня битвы был непобедим. Наблюдавший за всем Кришна придумал тогда хитрый план, с помощью которого можно было сломить непобедимого Дрону. Следуя плану Кришны, Бхима нашёл и убил слона, которого звали Ашваттхама и начал громко кричать, что Ашваттхама был убит. Дрона, однако, не поверил Бхиме и пошёл за подтверждением к Юдхиштхире, зная, что тот ни при каких обстоятельствах не станет лгать. На вопрос Дроны Юдхиштхира ответил криптической санскритской фразой, которая примерно означала: «Ашваттхама умер, будь то человек или слон». В то время как Юдхиштхира произносил эти слова, по приказу Кришны воины внезапно задули в раковины, звук которых поглотил последнюю часть фразы. Поверив в новость о смерти своего сына, Дрона сложил оружие, сошёл с колесницы и закрыв глаза, сел на землю. Дхриштадьюмна воспользовался моментом и обезглавил Дрону. Говорится, что к тому моменту, когда меч Дхриштадьюмны отсёк голову Дроны, его душа уже оставила тело в результате проделанной им медитации. Смерть Дроны привела Арджуну в великую печаль, так как он надеялся взять в плен своего дорогого учителя и таким образом спасти его жизнь.